# Rønnebæk
Rønnebæk er en satellitby til Næstved på Sydsjælland med 540 indbyggere  (2024), beliggende 5 km sydøst for Næstveds centrum og i luftlinje 1 km fra Næstveds nærmeste udkant. Byen hører til Næstved Kommune og ligger i Region Sjælland.
Rønnebæk hører til Rønnebæk Sogn, og Rønnebæk Kirke ligger i byen. Rønnebæk Sogn og Vejlø Sogn har fælles lokalråd i Næstved Kommune.

## Faciliteter
Rønnebæk afdeling af Kobberbakkeskolen ligger knap 2 km sydvest for byen og betjener også den nærmeste del af Næstved by. Afdelingen havde i 2014 172 elever, fordelt på 0.-6. klassetrin.
Forsamlingshuset Åsen har været medlemsejet siden 1950, men de 61 ejere besluttede i 2016 at sælge det til et catering-firma fordi man stod over for store vedligeholdelsesomkostninger.

## Historie
Hovedgården Rønnebæksholm, som nævnes første gang i 1321, ligger 1 km vest for byen. Den ejes nu af Næstved Kommune og fungerer som kunst- og kulturcenter.

### Stationsbyen
I 1898 beskrives Rønnebæk således: "Rønnebæk (gml. Form Rinæbæk, Rynæbæk) med Kirke, Præstegd., Skole og, paa Rønnebæk Mark, Fattiggaard for Rønnebæk-Olstrup Kommune (opf. 1873; Plads for 35 Lemmer);"
Rønnebæk fik trinbræt med sidespor på Næstved-Præstø-Mern Banen (1900-61). Trinbrættet har både heddet Rønnebæk og Rønnebæksholm, fordi det foruden den daværende kirkelandsby også betjente hovedgården. Den fik anlagt et sidespor til sukkerroetransporter i 1913, hvor banen blev forlænget fra Præstø til saftstationen i Mern.
Fra Præsteengen udgår Laugstien til Næstved. Den følger Mernbanens tracé på den første kilometer.